# تلات
تلات قرية بجزيرة جربة بالجنوب التونسي. تقع قرب مدينة قلالة في معتمدية جربة أجيم، إحدى معتمديات جزيرة جربة الثلاثة.